# 上川村 (三重県)
上川村（かみかわむら）は三重県南牟婁郡にあった村。現在の熊野市の南西端にあたる。

## 地理
- 山岳：一族山、子ノ泊山
- 河川：北山川、楊枝川

## 歴史
- 1889年（明治22年）4月1日 - 町村制の施行により、花井村・小船村・楊枝村・楊枝川村・和気村の区域をもって発足。
- 1955年（昭和30年）3月1日 - 入鹿村・西山村と合併して紀和町が発足。同日上川村廃止。